# Capricorn Records
Capricorn Records fue una discográfica independiente fundada por Phil Walden, Alan Walden y Frank Fenter en 1969 en Macon, Georgia, Estados Unidos. Capricorn fue la disquera para muchas bandas de rock sureño y de soul en los años setenta incluyendo The Allman Brothers Band, The Marshall Tucker Band, Delbert McClinton, The Outlaws, Elvin Bishop, Wet Willie, Jonathan Edwards, Captain Beyond, White Witch, Grinderswitch, Cowboy, Kitty Wells, Dobie Gray, Travis Wammack y Stillwater. Inicialmente la discográfica era distribuida por WEA/Warner Music Group Elektra Records, luego por Warner Bros. Records) y luego por PolyGram Records. Capricorn se declaró en bancarrota en octubre de 1979. La discográfica fue abierta nuevamente gracias a un acuerdo con Warner Bros a comienzos de los años noventa.
Phil Walden finalmente vendió las acciones de la organización al grupo Zomba en diciembre del año 2000.

## Lista seleccionada de álbumes publicados por Capricorn
- The Allman Brothers Band
  - At Fillmore East
  - Brothers and Sisters
  - Idlewild South
- Captain Beyond
  - Captain Beyond
- The Marshall Tucker Band
  - The Marshall Tucker Band